# سیریو
سیریو (انگلیسی: Cirio) شرکت صنایع غذایی ایتالیایی است، که در سال ۱۸۵۶ توسط فرانچسکو سیریو تأسیس شد.